# Андрій Миклашевський (18 століття)
Андрій Михайлович Миклашевський  (д/н — пом. квітень 1751) — український державний діяч часів Гетьманщини.

## Життєпис
Походив з впливового шляхетсько-старшинського роду Миклашевських. Старший син Михайла Миклашевського, стародубського полковника. Стосовно прізвища матері існують дискусії.
1706 року втратив батька, після чого опинився під протекцією гетьмана Івана Мазепи. 1707 року розпочав службу в Стародубському полку. 1709 року брав участь у Полтавській битві на боці російського імператора Петра I. 1716 року отримав титул значного військового товариша. У 1719 році отримав універсал гетьмана Івана Скоропадського на с. Білий Колодязь в заміну за с. Паліївку, надану царем його батькові, і відібрану на Гамаліївський монастир.
Одружився з представницею князівського роду Святополк-Четвертинських. 1729 року призначається наказним полковником стародубським (до 1730 року). 1732 року одружився вдруге. 1735 року стає бунчуковим товаришем в Стародубському полку. 1745 року мав судову справу за землю з вдовою полкового осавула Ханенка. В тому ж році подав чолобитну про слідство про спірні землі з Ганною, вдовою полкового осавула Пилипа Данченка.

## Майнові справи
Мав 8 дворів куренчиків у с. Ярцево. У с. Нижньому мав 102 ґрунтових двора і 102 бобильські хати. Володів руднею Вепринською.

## Родина
1. Дружина — Марина, донька князя Юрія Андрійовича Святополк–Четвертинського
Діти:
- Анастасія (бл. 1720—1784), дружина Григорія Борозни, бунчукового товариша
- Петро (1724—бл. 1768), стародубський полковник
- Михайло (1727—бл.1800)

2. Дружина — Євфросинія Павлівна N
діти:
- Іван (1735—після 1787), надвірний радник, губернський «предводитель» Новгород–Сіверського намісництва